# Крачковский, Макс
Макс Крачковский (пол. Maks Kraczkowski, 9 марта 1979, Варшава) — польский политик, юрист, депутат Сейма Республики Польша пятого, шестого, седьмого и восьмого созывов. Бизнесмен.
Родился в семье юристов. В 16 лет окончил школу и поступил на факультет права и управления Варшавского университета. В 21 год получил степень магистра права. В 2001 году стал членом партии «Право и справедливость» (PiS). С 2003 по 2005 годы — глава Молодёжного форума PiS, — молодёжной структуры партии, входящей в её региональные подразделения.  
В 2005 году, с результатом 10 458 голосов,  — избран депутатом Сейма по списку «Право и справедливости», став одним из самых молодых парламентариев страны. С 2006 года и до конца депутатского срока возглавлял парламентский комитет по экономике. На очередных выборах в Сейм в 2007 году, получив 11756 голосов, во второй раз избирается депутатом от партии «Право и справедливость», становится членом комитета по законодательству и назначается пост заместителя парламентского комитета по экономике. Эту должность он сохраняет за собой переизбравшись в 2011 и 2015 годах. На пока последних для себя выборах в Сейм он набрал 20 503 голоса.       
30 июня 2016 года он сложил с себя депутатские полномочия. 4 июля того же года стал вице-президентом крупнейшего банка страны PKO Bank Polski.           
Он также стал председателем наблюдательного совета Кредобанка. В 2021 году назначен председателем наблюдательного совета PKO Leasing.                      